# Wat Kalayanamitr
Wat Kalayanamitr (tiếng Thái: วัดกัลยาณมิตรวรมหาวิหาร, phiên âm: Vát Ca-la-da-na-mít Vo-la-ma-ha-vi-han) là một ngôi chùa nằm ở quận Wat Kalaya, Thonburi, nằm bên bờ sông Chao Phraya, Bangkok, Thái Lan. Chùa được xây dựng vào năm 1825 bởi Chaophraya Nikornbadin (tiếng Thái: เจ้าพระยานิกรบดินทร์, phiên âm: Chao-bơ-la-da Ni-con-bo-đin), biệt hiệu là To (โต) xây dựng dùng để dâng tặng cho vua Rama III.
Chùa không nằm trong danh sách các chùa thường tham quan của du khách tại Bangkok. Tuy nhiên, chùa là nơi hành hương của tín đồ cả nước.

## Hình ảnh

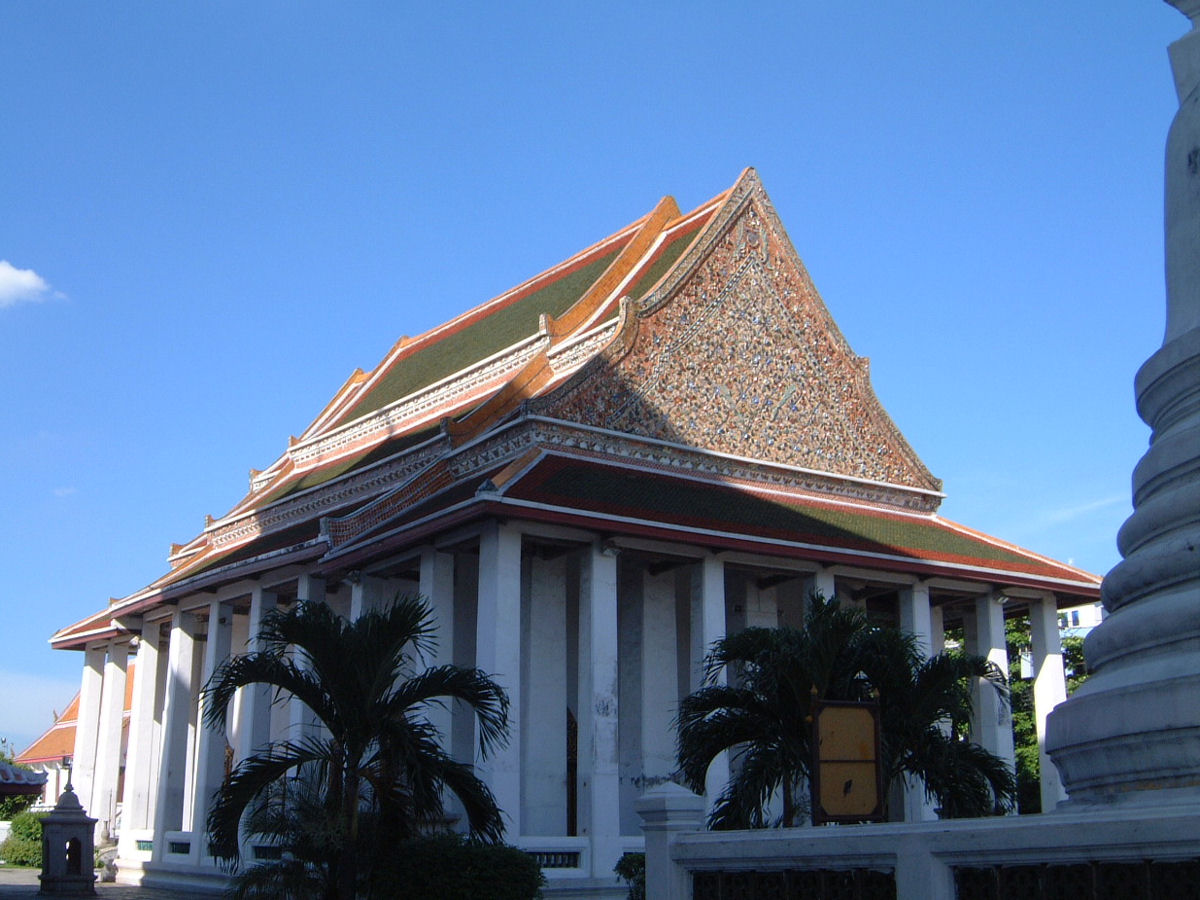
Hội trường
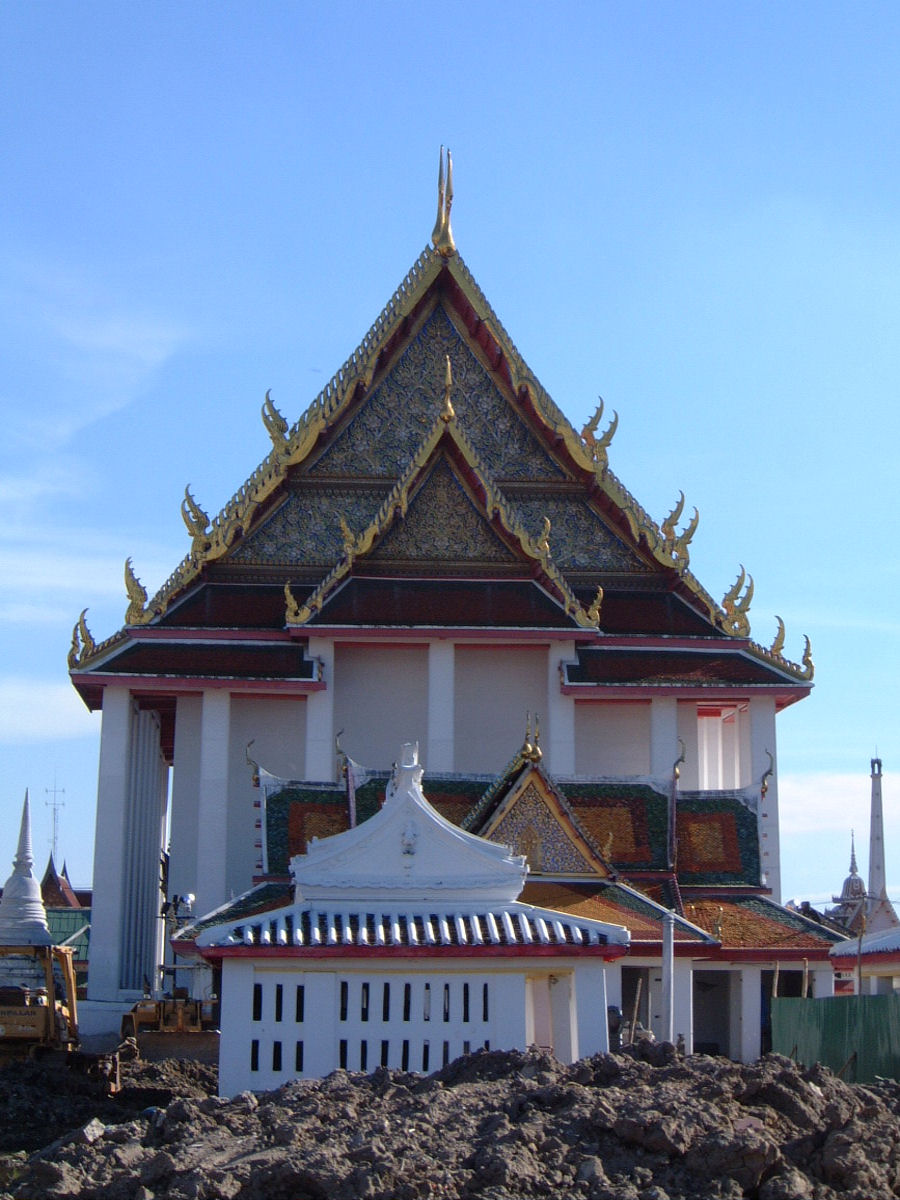
Mặt sau của chùa
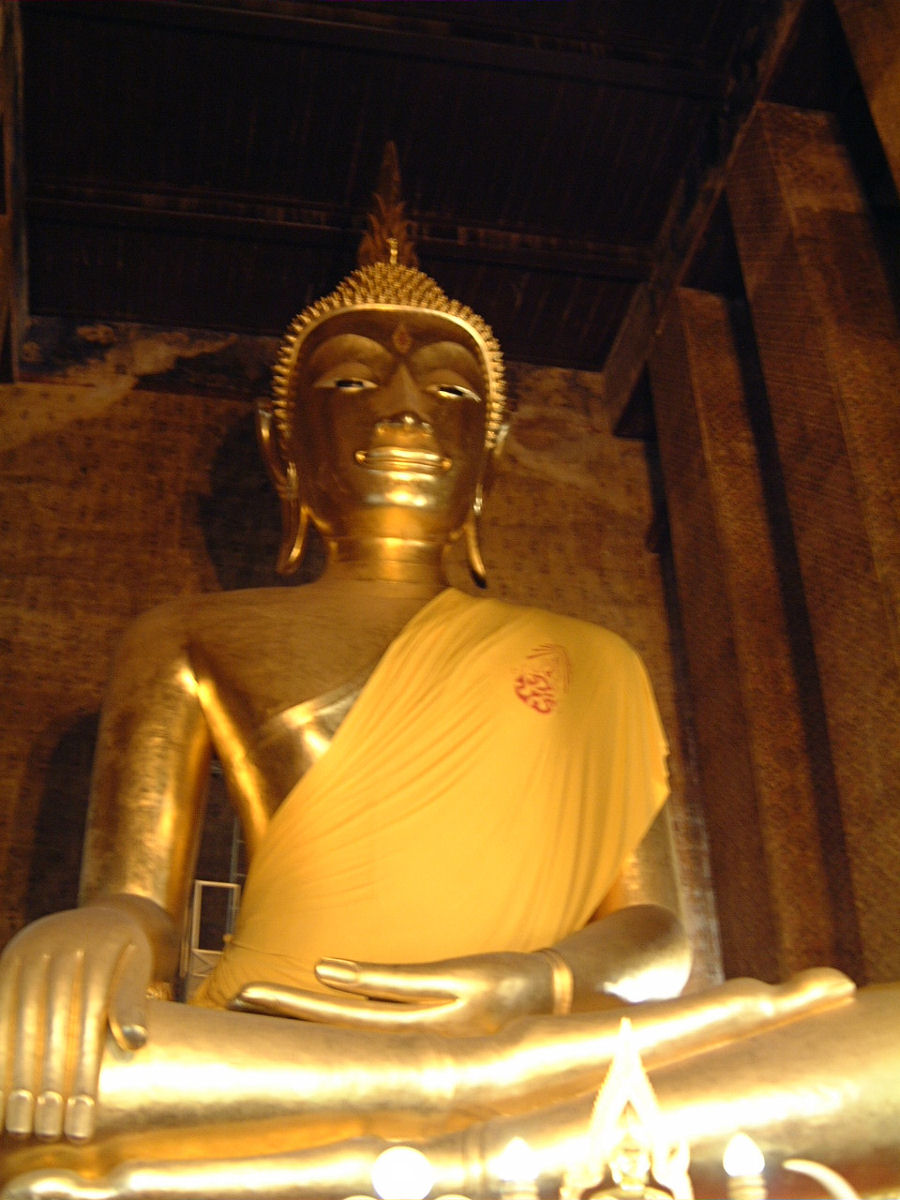
Chánh điện chùa